# Periscoequinoïdeus
Els periscoequinoïdeus (Perischoechinoidea) són una subclasse d'eriçons de mar que eren abundants als mars del període Paleozoic. Tanmateix, la gran majoria de les seves espècies s'extingiren durant el Mesozoic, a mesura que els més avançats eriçons de mar del grup Euechinoidea van passar a ser comuns. Actualment només sobreviu un ordre, els Cidaroida.
La majoria de formes fòssils tenien múltiples columnes de plaques ambulacrals.

## Taxonomia
Aquest grup probablement és parafilètic en lloc d'un autèntic clade.
Subclasse Perischoechinoidea
- Ordre Cidaroida
- Ordre Bothriocidaroida †
- Ordre Echinocystitoida †
- Ordre Megalopoda †
- Ordre Palaechinoida †